# Marie-Christine Perrodin
Pour les articles homonymes, voir Perrodin.
Marie-Christine Perrodin est une scénariste et réalisatrice française.

## Filmographie partielle
- 1989 : Le Porte-plume - Court-métrage (César 1990 du meilleur court-métrage d'animation)
- 2000 : On n'est pas des sauvages ![1]